# Marita Geraghty
Pour les articles homonymes, voir Geraghty.
Marita Geraghty est une actrice américaine née le 26 mars 1962 à Chicago en Illinois.

## Filmographie

### Cinéma
- 1986 : Sans pitié : Alice Collins
- 1987 : Hiding Out : Janie Rooney
- 1987 : Broadcast News : la femme qui se fait violée
- 1988 : Comme un cheval fou : Maureen
- 1991 : Les Nuits avec mon ennemi : Julie
- 1992 : Héros malgré lui : Joan
- 1993 : Un jour sans fin : Nancy
- 1994 : Don Juan DeMarco : une femme au restaurant
- 1995 : Le Plan diabolique : Carla Mitchelson

### Télévision
- 1987 : Spenser : Janet et Elizabeth Canning Anthony (2 épisodes)
- 1987 : Morning Maggie : Dorothy McAllister
- 1989 : Pas de répit sur planète Terre : Karen (1 épisode)
- 1990 : New York, police judiciaire : Rebecca Byrne (1 épisode)
- 1990 : Against the Law : Mariella Wilson (1 épisode)
- 1991 : To Save a Child : Isabella Larson
- 1992 : Woops! : Suzanne Stillman (11 épisodes)
- 1994 : Past tense : Dawn Tripplet
- 1994 : Seinfeld : Margaret
- 1994 : Dingue de toi : Velma (1 épisode)
- 1996 : Frasier : Amanda (1 épisode)
- 1997 : Chicago Hope : La Vie à tout prix : Monica Blaine (1 épisode)
- 2001 : Le Lutin : Kate O'Reilly Johnson Smith
- 2001 : Amy : Julie Baker (1 épisode)
- 2003 : Les Experts : Jane Damon (1 épisode)
- 2003 : Les Anges du bonheur : Deborah Jackson (1 épisode)
- 2003 : Charmed : Katrina (1 épisode)
- 2003 : Miss Match : Meaghan Smalls (1 épisode)
- 2005 : Numbers : Jessica Avery (1 épisode)
- 2009 : Bella et ses ex (1 épisode)